# 캐시 샤프
캐시 샤프(영어: Cassie Sharpe, 1992년 9월 14일~)는 캐나다의 프리스타일 스키 선수로 주 종목은 하프파이프이다. 2018년 동계 올림픽에서 여자 하프파이프 금메달을 획득했으며 2022년 동계 올림픽에서 여자 하프파이프 은메달을 획득했다. 또한 세계 선수권 대회에서 은메달 2개, 동메달 1개를 획득했다.